# Mouvement de Techouva
Le mouvement de techouva (« mouvement de repentance » ou de « retour ») est un phénomène mondial de retour au judaïsme ou à un judaïsme plus orthodoxe, parmi le peuple juif. Il a commencé vers le milieu du XXe siècle, quand un nombre important de Juifs auparavant hautement assimilés a décidé de se remettre à pratiquer le judaïsme. Le voyage spirituel et religieux de ceux qui ont choisi cette voie, les a menés vers toutes les sensibilités du judaïsme, certains allant même jusqu'à l'étape extrême du judaïsme orthodoxe et ses branches telles que le judaïsme Haredi et le judaïsme hassidique. Ce mouvement a continué jusqu'à nos jours et fait l'objet d'études par des chercheurs qui ont écrit des articles et des livres sur sa signification dans l'histoire juive moderne. 
En réponse à ce mouvement parmi le peuple juif, les différentes autorités religieuses et les rabbins des différents courants du judaïsme, libéral ou réformé, Massorti ou conservateur, mais plus spécialement ceux du judaïsme orthodoxe, essayent d'apporter des réponses spécifiques et des programmes d'assistance et d'aide. Les termes « kiruv » ou « kiruv rechokim » (« ramener les éloignés ») et « baal techouva » sont souvent associés pour indiquer aussi bien les Juifs retournant au judaïsme traditionnel que les efforts et les soutiens à ce phénomène. 
Le mouvement de techouva s'est développé partout où vivent des Juifs et pour différentes raisons 
D'après le New York Magazine: 
« Le mouvement de techouva, le retour à l’observance traditionnelle juive, est un des phénomènes les plus surprenants de la vie juive des 20 dernières années.

Les gens effectuant ce changement important dans leur vie, ont grandi dans un monde séculaire. Ils sont allés dans de bonnes écoles et ont obtenu un excellent métier. Ils ne sont pas devenus orthodoxes parce qu’ils étaient effrayés ou parce qu’ils avaient besoin d’être dirigés par un ensemble de prescriptions militaristes pour vivre leur vie. Ils ont choisi l’orthodoxie car elle satisfaisait leur besoin de stimulation intellectuelle et de sécurité émotionnelle. »
Pour cette raison, le mouvement de techouva, en tant que version moderne des mouvements juifs nationaux et internationaux antérieurs, s'est étendu à toutes les cultures, tous les continents et toutes les communautés. Les Juifs de l'ancienne Union soviétique ont peu de choses en commun avec les hippies américains ou les maoïstes français, et les Israéliens ont peu de choses en commun avec les Juifs d'Afrique du Sud ou d'Australie, mais dans tous ces pays et dans leurs centres juifs, se sont développés des mouvements de techouva parmi toutes les professions et à tous les niveaux socioprofessionnels.  .       
Ce mouvement de 'retour' et les conditions qui l'entourent ont attiré l'attention du président des États-Unis, Ronald Reagan, qui dans un discours en 1984 devant le B'nai B'rith, a dit en citant Irving Kristol:
« Maintenant, il y a un aspect direct de notre renaissance nationale que je désire mentionner, le retour vers la foi de millions d'Américains, la foi comme source de force, de confort et de valeur.

Cette nouvelle conscience spirituelle s'étend aux gens de toutes les religions et de toutes les croyances. Irving Kristol a écrit : «la quête d'une identité religieuse est, dans le monde d'après guerre, un phénomène général, exprimé de la même façon par les Juifs, les Chrétiens et les Musulmans. En outre, elle ne semble pas être un phénomène passager, mais [a] plutôt ses racines dans une crise authentique, une crise morale et spirituelle, ainsi qu'une crise dans la pensée libérale et séculaire occidentale.»

Dans notre pays, Kristol affirme: « Jamais depuis la Shoah et l'émergence de l'État d'Israël, les Juifs américains n'ont atteint une identité juive plus explicite et plus significative. Et selon le rabbin Seymour Siegel du Séminaire de Théologie Juive, cette tendance parmi les Juifs américain est illustrée par un intérêt croissant pour l'histoire juive et la langue hébraïque, et par l'essor, et j'espère avoir raison, du mouvement de techouva, un mouvement puisant de Juifs, jeunes et vieux, orthodoxes, conservateurs et réformés, retournant vers le chemin de la foi.».

Comme les Américains de différentes religions trouvent de nouvelles significations dans leur croyance, nous devons ensemble retourner aux valeurs fondamentales de la famille, du travail et de la croyance dans le même Dieu d'amour tout-puissant. Et en accueillant cette renaissance de la foi, nous devons de façon même plus fervente combattre l'affreuse intolérance. Il n'y a pas de place pour les gens pleins de haine en Amérique  .  »

## Origines du mouvement

### Aux États-Unis
Ce mouvement est apparu identifiable dans les années 1960, quand un nombre croissant de jeunes Juifs, élevés dans des familles juives américaines non pratiquantes, ont commencé à développer un fort intérêt dans la pratique du judaïsme, et parmi eux, beaucoup, en contradiction avec les attentes sociologiques, par la pratique du judaïsme orthodoxe. 
Le rabbin Yosef Blau, Mashgia'h rou'hani de l' université Yeshiva de New York explique: 
« 
Un mouvement de techouva est apparu chez un nombre significatif de Juifs provenant de familles non traditionnelles, retournant à la pratique de leurs grands-parents et arrière-grands-parents. En fait, un des challenges auquel est confronté l'orthodoxie moderne, est que nombre de ces personnes sont attirées par l'orthodoxie européenne. »
Le mouvement de techouva n'a pas concerné uniquement le judaïsme orthodoxe, mais est un phénomène beaucoup plus large qui a été étudié et commenté par des sociologues, des historiens et des penseurs juifs depuis les années 1960. Le mouvement de techouva a été à l'origine amplement inspiré par la contreculture des années 1960 et 1970, par le mouvement hippie (le rabbin musicien Shlomo Carlebach a essayé et a en partie réussi à canaliser cette contreculture et la musique dans une direction juive au travers de sa musique et de son enseignement), par le Festival de Woodstock, la sous-culture de la drogue, par le nouvel intérêt aux religions orientales, que le rabbin Aryeh Kaplan a essayé de canaliser vers la religion juive par ses écrits, et enfin par l'esprit de rébellion de la jeunesse qui envahissait les campus des lycées et universités américains. C'est en prenant connaissance de ce phénomène et pour y répondre que le Rabbi des Loubavitchs, Menachem Mendel Schneerson (1902-1994), envoya des émissaires, pour entrer en contact avec ces jeunes et les « recruter » pour le judaïsme.  
Alors que l'origine des premiers retours au judaïsme semble reliée en partie à l'atmosphère ambiante anti-establishment des années 1960, son extraordinaire développement est le résultat de l'envolée de la fierté juive à la suite de la victoire d'Israël en 1967 lors de la guerre des Six Jours: « On peut dire que l'inspiration provoquée par la guerre des Six Jours a alimenté les débuts du mouvement de techouva». 
Les recherches effectuées par Janet Aviad suggèrent aussi que la victoire souvent proclamée miraculeuse d'Israël en 1967 a donné un élan au mouvement de techouva.
Bien que les effets de la Shoah et l'emprise du mouvement de contreculture aient conduit beaucoup à abandonner leur éducation religieuse, d'autres ont désiré expérimenter des styles de vie libérés alternatifs, et pour cela ont exploré la vie religieuse juive, avec la pratique du chabbat, les prières intensives et l'étude approfondie du Talmud et de la Torah. Beaucoup ont adopté la façon de vivre du judaïsme orthodoxe, bien que certains par la suite ont quitté le mouvement orthodoxe pour rejoindre le judaïsme conservateur ou libéral et qu'une petite minorité se sont orientés vers d'autres croyances.     
« ..dans les années 1970, le judaïsme orthodoxe commence un remarquable renouveau, stimulé par l'esprit missionnaire du mouvement de techouva parmi les Juifs. Le mouvement Loubavitch (aussi appelé Chabad) a envoyé des émissaires à des centaines de communautés juives aux États-Unis et dans le monde. Le judaïsme réformé (libéral) a aussi connu une importante croissance, due en large mesure à l'arrivée de nombreux couples mixtes, dont seul un des conjoints était juif. »

### Dans l'ancienne Union soviétique
Le mouvement de techouva est apparu aussi dans les territoires de l'ancienne Union soviétique, qui avait presque totalement sécularisé sa population juive. L'essor de la fierté juive est apparu en réponse au développement de l'État d'Israël, à la politique pro-arabe et antisioniste de l'URSS et en réaction à l'antisémitisme en URSS.    
La victoire d'Israël lors de la guerre des Six Jours, en 1967 a enflammé le cœur des Juifs soviétiques et plus particulièrement de Russie. Soudainement des centaines de milliers de Juifs ont désiré s'installer en Israël, bien qu'ils n'osaient pas exprimer leur désir ouvertement.  Plusieurs milliers ont fait des demandes de visa pour Israël et ont été instantanément frappés d'ostracisme par les organisations gouvernementales y compris par le KGB. Plusieurs centaines deviennent alors des refuzniks (otkazniks en russe), prêts à être internés pour démontrer leur sionisme. En plus, parmi la population juive, apparaît un nouvel intérêt pour l'étude et la pratique du judaïsme, un désir que le gouvernement communiste avait depuis longtemps essayé d'éradiquer.  
De nombreux Juifs russes commencèrent à étudier les textes juifs qu'ils arrivaient à se procurer. Des rabbins étrangers vinrent les visiter afin de leur enseigner comment apprendre la Torah et comment observer les lois juives. Les objets rituels juifs comme les téfilines, les mezouzot, les siddourim, et même la matza, étaient envoyés illégalement en Russie. Après la chute du régime communiste, de nombreux textes religieux ont été imprimés en russe et envoyés aux Juifs russes vivant en Russie, mais également à ceux vivant aux États-Unis et en Israël.  
Le mouvement de retour au judaïsme a été un mouvement spontané venant de la base qui a alimenté le mouvement refuznik; Il a pris par surprise les autorités soviétiques et même la communauté juive en dehors de l'Union soviétique et a contribué à l'aliyah des Juifs des États de l'ex-Union soviétique après la chute du communisme. De jeunes leaders sont apparus tels que Yosef Mendelevich, Eliyahu Essas (qui est devenu rabbin), Herman Branover, et Yitzchok Kogan, qui tous ont émigré en Israël et sont actuellement très actifs auprès des émigrés russes en Israël, ainsi que Kogan qui dirige une communauté à Moscou.   

### En Israël
Pendant les années 1960, est apparu un mouvement parmi les Juifs israéliens séculiers qui correspondait à une recherche de spiritualité. À cette époque, la majorité des parents israéliens étaient des sionistes séculaires. Cette quête spirituelle a entraîné certains Israéliens à rechercher des réponses dans la tradition juive.   
Le rabbin Aharon Feldman observe que: 
« Des décennies d'endoctrinement par le système scolaire séculier et les médias en Israël n'ont pas réussi à produire un effet quelconque sur le sens de l'identité que la plupart des Juifs ressentent pour le judaïsme, comme le montrent de récentes enquêtes. Les gens sont devenus conscients de la vacuité, et de la terreur, d'une culture consumériste sans but. Ceci a conduit à une forte aspiration pour des valeurs spirituelles. Cette aspiration a pris des proportions importantes dans un mouvement de téchouva. Le secret est que les Juifs croient en Dieu et qu'ils ont une Torah. »
En Israël, des écoles spéciales ont été créées pour les nouveaux religieux, consacrées à l'étude intensive de la Torah, des textes classiques et aux commentaires rabbiniques anciens. Ces écoles se sont ouvertes principalement à Jérusalem à partir du début des années 1970. Les deux plus significatives sont la yechiva Aish HaTorah ("Le feu de la Torah"), dirigée par le rabbin Noach Weinberg, et la Yechiva Ohr Somayach ("Joyeuse lumière") dirigée par le rabbin Nota Schiller. Ces deux rabbins sont diplômés d'universités américaines et sont capables de discuter avec la tournure d'esprit du monde moderne.  
Les Hassidim avec de nombreuses maisons de prières d'un bout à l'autre d'Israël et des programmes de yechiva destinés aux Israéliens, aux Russes, aux Français et aux Américains réussissent à atteindre des milliers de personnes. Leurs adeptes se rassemblent au Mur des Lamentations, à l'aéroport international David-Ben-Gourion, ainsi qu'en d'autres lieux publics pour mettre les téfilines et pour distribuer le vendredi des bougies de chabbat.    
Le rav Amnon Yitzhak prétend pouvoir ramener plus de 1 million de Juifs vers la Torah.

### En France
Le phénomène de téchouva est aussi perceptible en France. Dans les années 1960, de nombreux étudiants d'origine juive militent dans des mouvements de gauche, trotskistes ou maoïstes. Ils furent parmi les leaders du mouvement étudiant de mai 68, comme Alain Geismar, Alain Krivine, Daniel Cohn-Bendit.
Dans les années qui suivirent ces événements, certains ont continué à militer dans des mouvements d'extrême gauche (Krivine), d'autres ont continué à faire de la politique, mais de façon plus modérée (Cohn-Bendit rejoignit le mouvement des écologistes), d'autres abandonnèrent complètement la politique. Enfin certains ont fait techouva, retrouvant leurs origines juives et la pratique religieuse de leurs ancêtres.
Un des exemples les plus marquants est celui du philosophe Benny Lévy (1945-2003), maoïste, fondateur et dirigeant de la Gauche prolétarienne, qui devint le secrétaire particulier de Jean-Paul Sartre. Après la mort de Sartre, il part étudier la Torah à la yechiva des étudiants de Strasbourg, avant d'émigrer en Israël où il écrira entre autres, un traité sur le messianisme juif moderne.

## Challenges, critiques et difficultés
Comme tout mouvement social, il y a des controverses et des critiques. Des chercheurs ont étudié le taux  de personnes quittant ce mouvement et les raisons, ainsi que les nouveaux challenges qui apparaissent:   
« Maintenant, nombreux sont ceux qui parmi les plus jeunes du baby boom et de la génération suivante retrouvent le chemin de la synagogue. Certains ont une faim spirituelle, tandis que d'autres ne recherchent qu'une place pour garder leurs enfants. Quel qu'il en soit, ils rejoignent les communautés en grand nombre dans les quartiers périphériques des grandes villes. Cependant, ce n'est pas si aisé de s'impliquer religieusement. Une vie religieuse significative nécessite des connaissances, et apprendre prend du temps, ce dont manque de nombreuses jeunes familles. La plupart des parents manquent aussi de compétences religieuses de base, la vaste majorité des Juifs américains ne savent pas lire l'hébreu des livres de prière et il leur est alors difficile de participer de façon active au rituel de la synagogue. Cela les fruste dans leur expectative religieuse égalitaire. Les rabbins doivent tenir compte d'autant de types différents de personnes que possible et les encourager à trouver leur chemin pour s'agréger à la communauté, et par la synagogue avec Dieu. Compte tenu des barrières du langage, c'est un challenge difficile. »
En dépit des barrières et des challenges, le mouvement de techouva n'a perdu ni sa force ni son élan, et continue de croître spontanément parmi les Juifs de tous secteurs et de toutes classes, dans le monde entier. Cependant, bien que ce mouvement ait un grand impact, il a aussi ses limites: 
« Le mouvement de téchouva est un mouvement de Juifs qui sont "retournés" à la religion ou qui sont devenus plus pratiquants. Si l'intérêt dans la religion est en progression, il n'a cependant pas été suffisant pour compenser la perte démographique générale résultant des mariages mixtes et de l'acculturation. »